# František Josef ze Žerotína
František Josef ze Žerotína, svobodný pán z Lilgenau (německy Franz Joseph Graf von Zierotin, Freiherr von Lilgenau, 6. dubna 1772, Brno – 30. května 1845, Brno) byl šlechtic z významného moravského rodu Žerotínů, humanista, lesník a velkostatkář. Působil jako císařsko-královský komoří a rada moravského zemského gubernia.

## Život

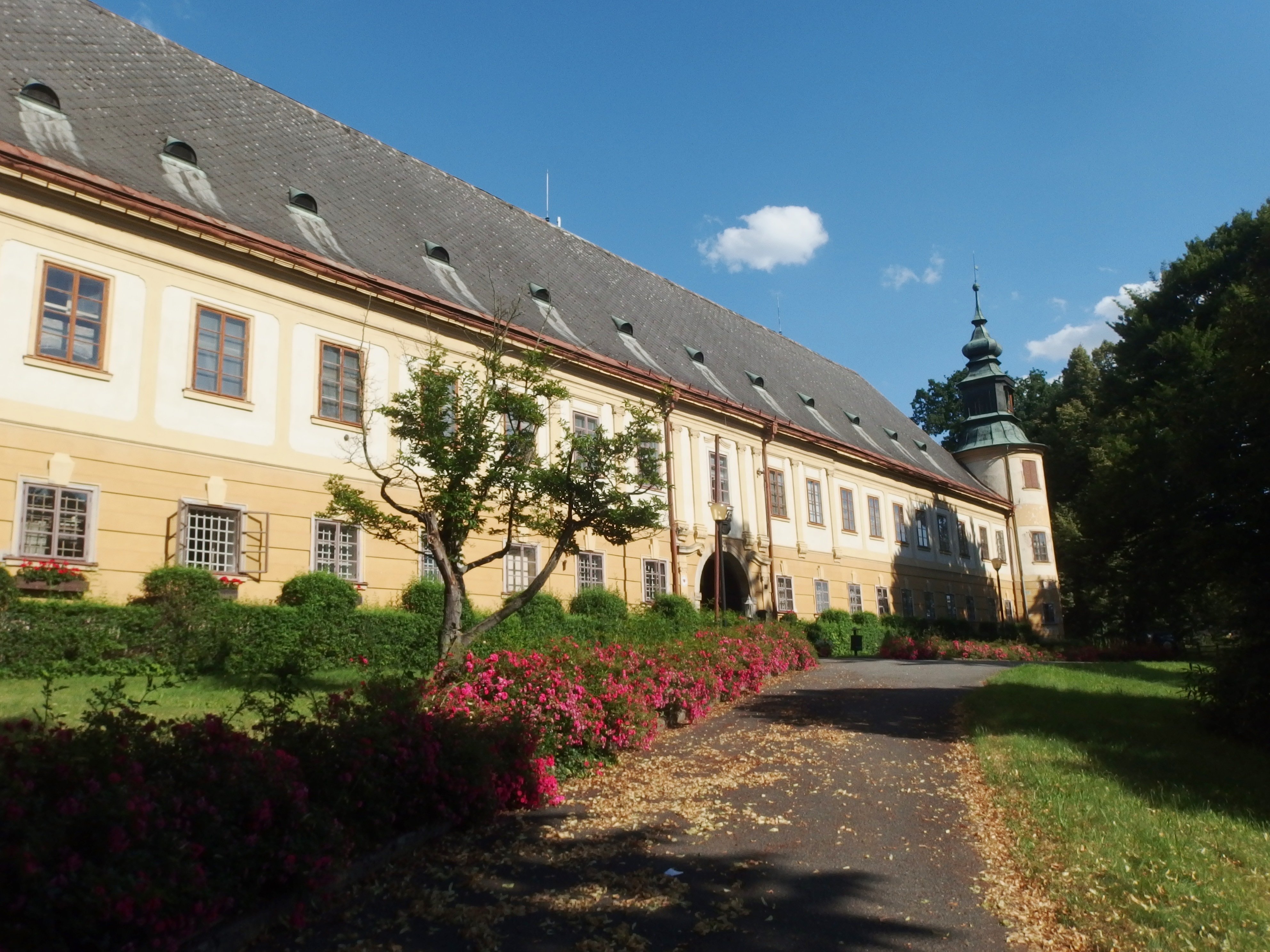
Rodový zámek Bludov

Narodil se v Brně jako syn hraběte Josefa Karla ze Žerotína (1728–1814) a jeho manželky Johany hraběnky ze Schrattenbachu.
Sloužil v císařských státních službách, naposledy na pozici hejtmana. Brzy poté, co se ujal velkostatků po otci, brzy si uvědomil slabiny a nevýhody nedostatečného lesního hospodaření. Urychleně začal věc řešit. Povolal kompetentní žáky, z Maria-Brunnu a z některých dalších institucí. Ti měli za úkol získat celkový přehled o stavu lesů a poté provést takové úpravy, aby bylo možné mít úplný přehled a plně tak mít kdykoli aktuální informace a zajišťovat optimální stav zalesnění v každém období, a to i z dlouhodobého hlediska. Tímto způsobem hrabě postupoval a osobně kontroloval hospodaření na svých panstvích Bludov v Olomouckém kraji, Valašské Meziříčí v Přerovském kraji a na pozemcích ve Slezsku. Zajistil také vše potřebné k vybudování fungujícího lesnictví a vzdělání, jako odbornou literaturu, nástroje atd. a předal je lesnické správě.
V podobném duchu hrabě podporoval také zemědělství. Když se všechny pokusy o snížení počtu a následků požárů v zemi po úpravě stanov v roce 1826, od roku 1798 ukázaly jako bezvýsledné, vznikla na Moravě požární pojišťovna a vytvořen výbor v jehož čele po 1. červnu 1830 stanul hrabě Žerotín. V roce 1827 byl také zvolen ředitelem Moravsko-slezské společnosti pro podporu zemědělství, přírodovědy a vlastivědy v Brně (Mährisch-Schlesische Gesellschaft zur Beförderung des Ackerbaues, der Natur- und Landeskunde) a v této funkci setrval až do své smrti.
V roce 1835 jeho zásluhy ocenil pruský král a hrabě obdržel Řád červené orlice. Od rakouského císaře v témže roce získal úřad tajného rady a o rok později rytířský kříž Leopoldova císařského řádu.
Hrabě František Josef ze Žerotína zemřel v Brně 30. května 1845. V jeho nekrologu byly vyzdviženy jeho lidské i šlechtické ctnosti, humánní přístup k prostým lidem, jeho vzorná péče o poddané i služebnictvo a jeho starost o osoby v nouzi, vodvy a sirotky, kteří se utíkali pod jeho ochranu, a kterým podle jejich potřeb pomáhal.

## Rodina
Hrabě František Josef se 5. září 1804 oženil s Ernestinou svobodnou paní Skrbenskou z Hříště, s níž měl čtyři syny a dvě dcery:
- dvojčata Josef a Ludvík (*/† 1805)
- Gustav Arnošt (1807–1828)
- Zdeněk (23. listopadu 1812, Brno – 18. listopadu 1887, Vídeň), pokračovatel rodu, starosta Bludova (1850–1860), manželka 1838 Gabriela Almásy de Zsadány (21. dubna 1816, Gyöngyös – 17. listopadu 1896, Olomouc)
- Matylda (27. listopadu 1808 – 15. října 1887), manžel 1833 Emanuel Dubský z Třebomyslic (20. února 1806, Vídeň – 19. září 1881, Lysice)
- Ernestina (29. prosince 1813 – 1. října 1892), provdaná za hraběte Aloise Serényiho (25. září 1812, Lomnice – 26. srpna 1893, tamtéž)